# Platz der Republik (Wuppertal)

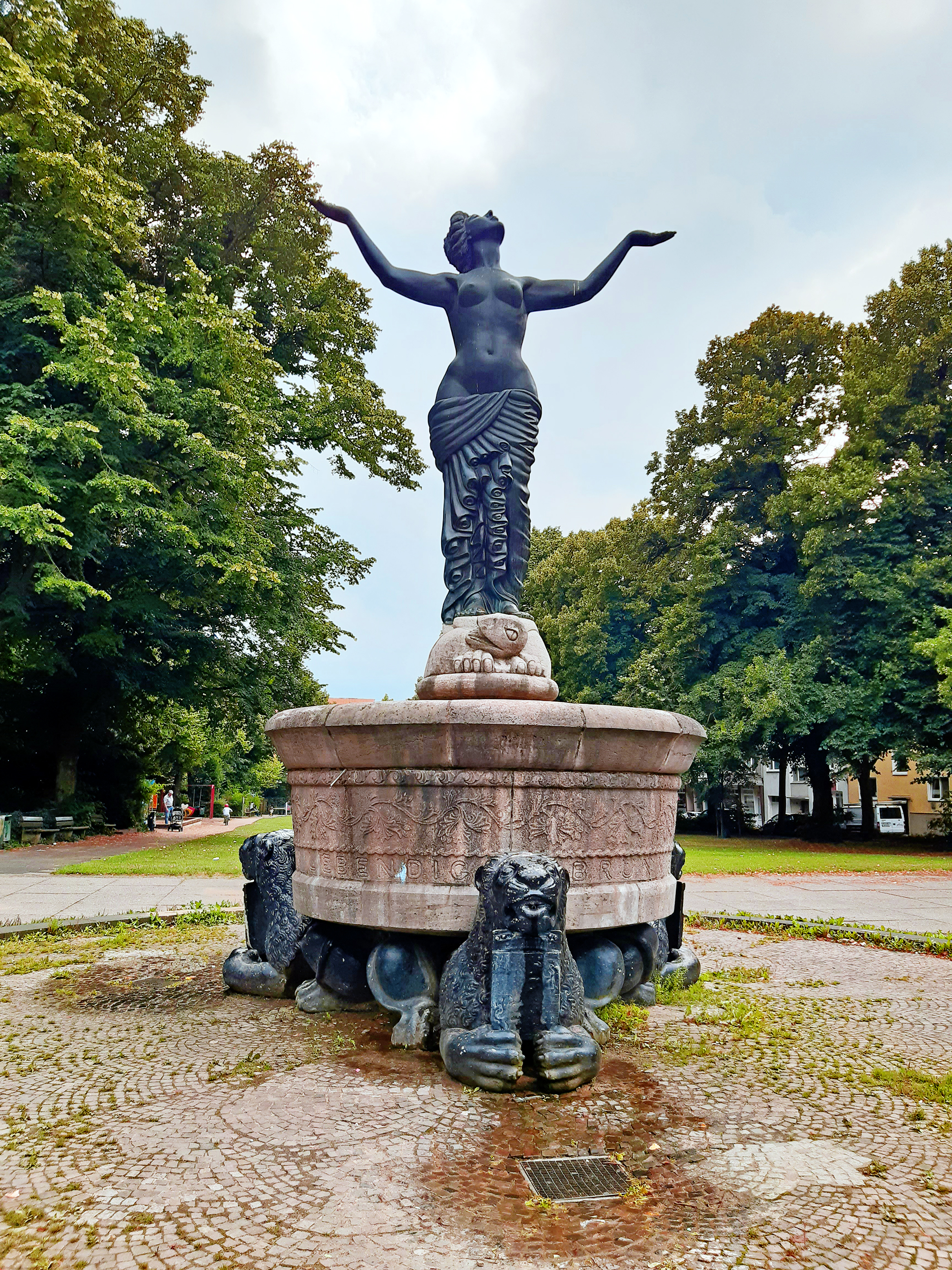
Der Gerechtigkeitsbrunnen auf dem Platz der Republik

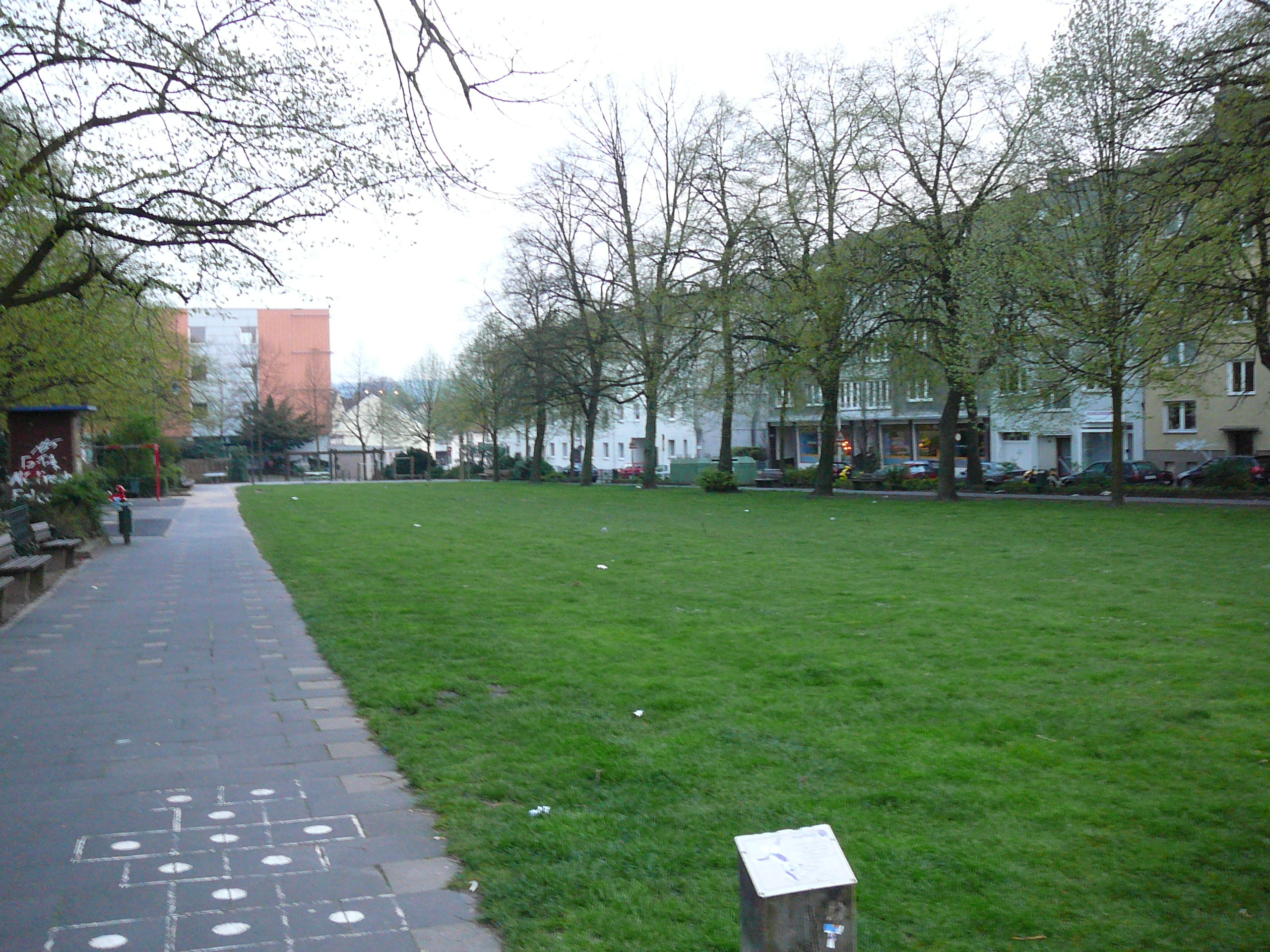
Auf dem Platz

Der Platz der Republik ist ein innerstädtischer Platz im Wuppertaler Wohnquartier Ostersbaum.
Der auf der Anhöhe Engelnberg gelegene, 13.200 m² große Platz wurde 1825/26 eingeebnet und als Exerzierplatz der Landwehr genutzt. Auf dem Platz oder in dessen unmittelbarer Nähe soll eine alte Wallburg gewesen sein, die Burg Engelnberg, deren Existenz aber nicht gesichert ist. Der noch 1856 als „öder Ort“ beschriebene Platz wurde neben der militärischen Verwendung auch als Elberfelder Festplatz für Volks- und Osterfeste genutzt. Gegen Ende des 19. Jahrhunderts wuchs die Stadt Elberfeld auf die Höhen des Engelnbergs hinauf und der Platz wurde zum Zentrum eines dicht besiedelten Wohnviertels.
1899 wurde der Platz ausgebaut und August von der Heydt stiftete 1910 anlässlich einer Dreihundertjahrfeier Elberfelds auf der Platzmitte den Gerechtigkeitsbrunnen. Seinen Namen Platz der Republik erhielt der Platz zur Zeit der Weimarer Republik.
In der Zeit des Nationalsozialismus diente der Platz erneut als Exerzierplatz. Darüber hinaus wurde im Norden des Platzes ein Hochbunker errichtet, der die Bevölkerung vor Bombenangriffen schützte und nach dem Zweiten Weltkrieg bis 1957 als Notunterkunft diente. Dieser Bunker, der kurzzeitig als Jazz-Keller regional bekannt war, war stadtbildprägend. Am 9. Februar 2009 begann der Abriss des Bunkers, der Platz wurde für 1,6 Millionen Euro umgestaltet. Zudem wurde die Statue auf dem Gerechtigkeitsbrunnen durch private Spender wiederhergestellt.
Westlich des Platzes befindet sich durch eine Straße getrennt der Freikirchliche Friedhof Wuppertal mit Kapelle.